# Худайбердыев, Нармахонмади Джураевич
Нармахонмади Джураевич Худайбердыев (узб. Нармахонмади Жўраевич Худойбердиев, Narmaxonmadi Joʻrayevich Xudoyberdiyev; 10 февраля 1928, к. Ятак, Джизакский район, Самаркандский округ, Узбекская ССР, СССР — 27 ноября 2011, Узбекистан) — советский узбекский государственный и партийный деятель, председатель Совета министров Узбекской ССР (1971—1984).

## Биография
Родился 10 февраля 1928 в кишлаке Ятак Джизакского района Самаркандского округа Узбекской ССР (ныне — пгт Богдон Фаришского района Джизакской области Узбекистана), в крестьянской узбекской семье. Член ВКП(б) с 1948.

### Образование
В 1949 окончил Ташкентский институт сельского хозяйства. Кандидат ветеринарных наук (1952). Доцент (1954).

### Трудовая деятельность
- С 1943 г. — заведующий отделом райкома ЛКСМ Узбекистана.
- В 1944—1949 гг. — студент, в 1949—1952 гг. — аспирант в Узбекском сельскохозяйственном институте им. В. В. Куйбышева; одновременно в 1949—1950 гг. — освобожденный секретарь комитета комсомола.
- С 1952 г. — ассистент, доцент Узбекского сельскохозяйственного института; одновременно в 1952—1954 гг. — секретарь партийного бюро парторганизации института.

С 1954 г. — на партийной, советской и государственной работе:
- 1954—1955 гг. — помощник секретаря ЦК Компартии Узбекистана.
- 1955 г. — заместитель председателя Бухарского облисполкома.
- 1955—1957 гг. — секретарь Бухарского обкома КП Узбекистана.
- 1957—1959 гг. — заведующий сельскохозяйственным отделом ЦК Компартии Узбекистана.
- 1959—1960 гг. — второй секретарь Бухарского обкома КП Узбекистана.
- 1960—1961 гг. — заместитель Председателя Совета Министров Узбекской ССР.
- 1961—1962 гг. — первый секретарь Сурхандарьинского обкома КП Узбекистана.
- 1962—1965 гг. — секретарь ЦК Компартии Узбекистана.
- 1965—1970 гг. — министр сельского хозяйства Узбекской ССР.
- 1970—1971 гг. — первый секретарь Сырдарьинского обкома КП Узбекистана.

С 25 февраля 1971 по 19 ноября 1984 г. — Председатель Совета Министров Узбекской ССР.
С ноября 1984 г. персональный пенсионер союзного значения.
Член ЦК КПСС (1971—1986). Кандидат в члены ЦК КПСС (1961—1966). Делегат XXIV (1971), XXV (1976) и XXVI (1981) съездов КПСС. Член Бюро ЦК КП Узбекистана. 27 июля 1986 исключён из КПСС.
Депутат Верховного Совета СССР 6, 9-11 созывов (1962—1966, 1974—1986).

### Хлопковое дело
В эпоху «перестройки» привлекался к уголовной ответственности по «хлопковому делу» по обвинению в получении взяток в период работы Председателем Совета Министров Узбекской ССР:
- 23 февраля 1987 года — арестован.
- 6 сентября 1989 года — осуждён судебной коллегией по уголовным делам первой инстанции Верховного суда СССР к 9 годам лишения свободы (по ст. 152, ч. 2 и ст. 153, ч. 1 УК Узбекской ССР) с отбыванием наказания в исправительно-трудовой колонии усиленного режима с конфискацией имущества и с лишением права занимать должности, связанные с выполнением организационно-распорядительных или административно-хозяйственных функций сроком на пять лет.
- В марте 1991 по решению Хамзинского районного народного суда Ташкента освобождён из-под стражи.

## Награды
Награждён тремя орденами Ленина, орденом Октябрьской Революции, двумя орденами Трудового Красного Знамени.
Указом Президиума Верховного Совета СССР от 17 января 1990 года лишён всех государственных наград.
После обретения независимости Узбекистаном по указу президента Ислама Каримова, все награды были возвращены.